# John B. Watson
John Broadus Watson (9 tháng 1 năm 1878 - 25 tháng 9 năm 1958) là một nhà tâm lý học người Mỹ đã thành lập trường phái tâm lý học về hành vi. Watson đã thúc đẩy một sự thay đổi trong tâm lý học thông qua bài luận Psychology as the Behaviorist Views it, được trình bày tại Đại học Columbia vào năm 1913. Thông qua cách tiếp cận hành vi của mình, Watson đã tiến hành nghiên cứu về hành vi động vật, nuôi dưỡng trẻ em và quảng cáo. Ngoài ra, ông đã tiến hành thí nghiệm " Little Albert " gây tranh cãi và thí nghiệm Kerplunk. Watson đã phổ biến việc sử dụng lý thuyết khoa học với chủ nghĩa hành vi. Ông cũng là biên tập viên của Psychological Review từ 1910 đến 1915. Một đánh giá về khảo sát Tâm lý học Đại cương, xuất bản năm 2002, đã xếp Watson là nhà tâm lý học được trích dẫn nhiều thứ 17 trong thế kỷ 20.

## Tuổi thơ
Watson được sinh ra ở Traveller Rest, South Carolina, với cha là Pickens Butler và mẹ là Emma Kesiah (nhũ danh Roe) Watson. J. Watson là một phụ nữ rất sùng đạo tuân thủ các lệnh cấm uống rượu, hút thuốc và khiêu vũ, đặt tên Watson theo một mục sư Baptist nổi tiếng với hy vọng điều đó sẽ giúp anh nhận được lời kêu gọi rao giảng Tin Mừng. Khi nuôi dạy con, bà đã bắt Watson phải tham gia khóa huấn luyện tôn giáo khắc nghiệt mà sau đó đã khiến anh ta phát triển ác cảm suốt đời đối với mọi hình thức tôn giáo và trở thành người vô thần. Người cha nghiện rượu của anh đã rời bỏ gia đình để sống với hai người phụ nữ Ấn Độ khi Watson 13 tuổi (một lỗi lầm mà Watson không bao giờ tha thứ). Trong nỗ lực thoát nghèo, mẹ của Watson đã bán trang trại của họ và đưa Watson đến Greenville, South Carolina,  để cung cấp cho anh cơ hội tốt hơn để thành công.  Chuyển từ một vùng nông thôn biệt lập đến ngôi làng lớn của Greenville tỏ ra rất quan trọng đối với Watson khi cho anh cơ hội trải nghiệm nhiều loại người khác nhau, với kinh nghiệm này anh đã từng trau dồi lý thuyết về tâm lý học. Watson hiểu rằng đại học rất quan trọng đối với thành công của mình với tư cách cá nhân: "Bây giờ tôi biết rằng tôi không bao giờ có thể đạt được bất cứ điều gì trong thế giới giáo dục trừ khi tôi có sự chuẩn bị tốt hơn tại một trường đại học thực sự." 
Mặc dù học lực kém và đã bị bắt giữ hai lần khi còn học trung học (lần đầu tiên vì đánh nhau, sau đó là xả súng trong giới hạn thành phố), Watson đã sử dụng các quan hệ của mẹ mình để được nhận vào Đại học Furman ở Greenville, Nam Carolina. Watson tự coi mình là một học sinh nghèo. Những người khác gọi anh là một đứa trẻ trầm tính, lười biếng và không vâng lời. Watson đã hoàn thành một vài khóa học tâm lý tại Furman, nhưng không xuất sắc. Anh đấu tranh để thực hiện quá trình chuyển đổi từ nông thôn sang thành thị, điều này được thể hiện thông qua các kỹ năng xã hội yếu kém của anh.
Là một sinh viên sớm phát triển, anh vào đại học năm 16 tuổi và rời đi với tấm bằng thạc sĩ năm 21 tuổi. Watson đã vượt qua đại học với nỗ lực đáng kể, thành công trong các lớp học mà các sinh viên khác đơn giản thất bại. Ông đã tổ chức một vài công việc trong khuôn viên trường để chi trả cho các chi phí đại học của mình. Anh tiếp tục coi mình là "không quan hệ xã hội" và chỉ có vài người bạn. Sau khi tốt nghiệp, anh dành một năm tại "Học viện Batesburg", cái tên mà anh đặt cho một trường học một phòng ở Greenville. Anh là hiệu trưởng, người gác cổng, và người thợ sửa chữa cho toàn trường.